# Genealogia dels Aragó, ducs de Cardona i de Sogorb i comtes d'Empúries
Vegeu la Llista de comtes d'Empúries

## Genealogia
La tercera dinastia d'Empúries s'origina en el rei Ferran I d'Aragó, el fill del qual, Alfons IV, va concedir el comtat d'Empúries, que pertanyia a la corona, al seu germà Enric d'Aragó, que era duc d'Alburquerque i que el 1420 va ser creat duc de Villena, rebent el comtat d'Empúries el 1436 així com el comtat de Sogorb amb la Vall d'Uixó i la Serra d'Eslida a las que s'afegí el 1438 Paterna, Benaguasil i la Pobla de Vallbona. Els seus béns castellans li foren confiscats durant la guerra amb Catalunya i Aragó (el 1430) però els va recobrar el 1441. Es va casar amb la reina Caterina de Castella, que era marquesa de Villena. Vidu, es va tornar a casar el 1344 amb Beatriz Pimentel y Enríquez, germana del comte de Benavente. Va morir en la batalla d'Olmedo el 1445 que suposà el triomf dels seus enemics a Castella.
El seu fill pòstum va ser Enric II d'Aragó i de Pimentel (Enric II d'Empúries) que va rebre la gran fortuna del pare i els seus estats, i se'l va conèixer com a Infant Fortuna. El seu oncle, Alfons IV va agafar les regnes dels dominis catalans potser fins a la seva mort el 1458, quant ja Enric II tenia uns 13 anys. Sogorb va esser convertit en ducat el 1469.
Enric II (+1522) es va casar amb Guiomar de Portugal. Va tenir dos fills: Elisabet (casada amb Iñigo López de Mendoza, duc del Infantado) i Alfons d'Aragó i de Portugal, que el va succeir el 1489 a Sogorb i a la seva mort a Empúries.
Alfons d'Aragó (+ 1563) es va casar amb Joana III de Cardona, duquessa de Cardona i van tenir molts fills: Francesc I d'Empúries, Cardona i Sogorb; Guiomar (+1577, casada amb Federico Álvarez de Toledo duc d'Alba); Joana II d'Empúries, duquessa de Cardona i Sogorb i comtessa d'Empúries; Anna (casada amb Vespasiano Gonzaga, duc de Sabioneta i Virrei de València); Elisabet (Casada amb Joan Ximénez de Urrea, comte d'Aranda); Magdalena (casada amb Diego Hurtado de Mendoza, príncep de Melito i duc de Francavilla); i altres morts prematurament. A més a més van néixer dos fills naturals: Pere (+1597), bisbe de Vic, de Jaca i de Lleida; i Didac (+1554).
La successió va recaure en el fill gran Francesc I d'Empúries (+ cap al 1572), el qual no va tenir fills amb la seva muller Angela de Cárdenas y Velasco. Llavors l'herència va recaure en la seva germana gran Joana d'Aragó i de Cardona, casada amb Diego Fernández de Córdoba, marquès de Comares. El seu fill Lluís Folc I de Cardona-Aragó Fernández que portava els cognoms dels títols catalans, va ser comte de Prades del 1557 al 1596, però va morir el 1596 abans que la mare (+ 1608), i la successió va recaure en el seu fill (net de Joana) Enric III d'Aragó Folc de Cardona Enríquez, la mare del qual (dona de Lluís Folc de Cardona-Aragó) era Ana Enríquez de Cabrera y Mendoza.
Enric III (+1640) es va casar dues vegades, la primera amb Juana de Rojas y Enríquez, amb la que no va tenir fills. La segona amb Catalina Fernández de Córdoba-Figueroa y Enríquez de Ribera, amb la que va tenir quatre fills: Lluís (primer successor); Pere Antoni (segon successor); Antoni (cardenal, + 1650); i Pasqual (+1677, arquebisbe de Toledo i cardenal)
Lluís d'Aragó Folc de Cardona i Fernández de Córdoba-Figueroa va ser el successor. Es va casar dues vegades, la primera amb Mariana de Sandoval-Rojas i Enríquez, duquessa de Lerma, amb la que va tenir una filla Caterina (que després heretarà el títols); la segona muller fou Maria Teresa de Benavides y Dávila, marquesa de Las Navas, amb la que va tenir el seu successor, Joaquim d'Aragó Folc de Cardona i Benavides quan va morir el pare el 1670. Però li va sobreviure poc temps doncs va morir el mateix any solter i sense descendents.
L'herència va recaure en Pere Antoni d'Aragó Folc de Cardona i Fernández de Córdoba-Figueroa, el seu oncle (germà de Lluís), el qual es va casar tres vegades, sense tenir en cap d'elles successió. La primera muller va ser Jerónima de Guzmán-Dávila y Enríquez de Ribera; la segona Ana Fernández de Córdoba-Figueroa y Enríquez de Ribera; i la tercera Ana-Catarina de la Cerda y de Aragón-Córdoba-Cardona. Va morir el 1690 i l'herència va recaure en la seva neboda (filla de Lluís) Caterina d'Aragó Folc de Cardona y Sandoval-Rojas, que va aportar tota l'herència al seu marit Juan Francisco de la Cerda, duc de Medinaceli.